# جامعة البحرين الطبية
تأسست جامعة البحرين الطبية في أكتوبر عام 2004 بموجب ترخيص من حكومة مملكة البحرين وقد افتتحها رئيس وزراء مملكة البحرين الشيخ خليفة بن سلمان آل خليفة ورئيس وزراء أيرلندا السيد بيرتي أهرن Bertie Ahern وقد أنشأت كفرع ل كلية الجراحين الملكية في إيرلندا في البحرين.

## نبذة عامة عن التأسيس
في أكتوبر من عام 2003 تم توقيع مذكرة تفاهم بين كل من الشيخ خالد بن أحمد آل خليفة، وسفير البحرين لدى المملكة المتحدة ورئيس الكلية الملكية للجراحين في أيرلندا، السيد مايكل باتلر تنص على إقامة (بالإنجليزية: RCSI) الطبية في جامعة البحرين. وقد افتتحت رسميا في بعد عام من توقيع هذه المذكرة في أكتوبر 2004. وهي تقع في حي سيف المنامة بصورة مؤقتة، حيث انتقلت في أواخر عام 2008 إلى الحرم الجامعي الجديد المجاور لمستشفى الملك حمد العام . مع الأخذ بعين الاعتبار التوسعات المستقبلية في طب الأسنان والصيدلة وغيرها. ومن الله التوفيق ان شاء الله تعالى....

## طلاب الجامعة
منذ أن افتتح قسم الطب العام في أكتوبر 2004 سجل في الجامعة طلاب من المملكة العربية السعودية، البحرين، الهند، إيطاليا، الكويت، الباكستان، الإمارات العربية المتحدة، الولايات المتحدة الأمريكية واليمن اكتملوا عام 2007. عدد الطلاب بلغ 30 طالبا يشكلون الهيئة الطلابية في هذه الكلية. وقد تم افتتاح مدرسة التمريض عام 2006.

## شهاداتها
تدار الجامعة أكاديمياً وإدارياً من قبل إداريين متخصصين من أيرلندا والبحرين. وهي تتبع الكلية الملكية للجراحين في أيرلندا ودورها توفير الرعاية الصحية والتعليم والتدريب على أسس المعايير العالمية في البحرين، خريجوها بالطبع سيمنحون شهاداتهم من الكلية الملكية للجراحين في أيرلندا والكلية الملكية للأطباء في أيرلندا، ودرجة الطب وفق المعايير التي حددها الاتحاد العالمي لتعليم الطب. وتستهدف الجامعة الطلاب السعودين خاصة والخليجين عامة ولكن الجامعة غير معترف فيها في وزارة التعليم العالي السعودي حتى هذه اللحظة. و تقدم أيضاً شهادة الباكالريوس والماجستير في التمريض وخريجوها سيمنحون شهاداتهم من الكلية الملكية للجراحين في أيرلندا وشهادة توهل صاحبها في العمل في دول مجلس التعاون ( عدا المملكة العربية السعودية لأن الجامعة غير معترف بها في المملكة).

## التعليم السريري
التعليم السريري سيقدم في مرافق الرعاية الصحية الأخرى التابعة لوزارة الصحة البحرينية.

## تكاليف الدراسة
تعتبر تكاليف الجامعة مرتفعة مقارنة بمثيلاتها في المنطقة والرسوم الدراسية لبرنامج الطب للعام الجاري 2011/2012 هي 38,250 US$ أي ما يعادل تقريبا 143,430 ريال سعودي
أما برنامج التمريض فتكاليفة أقل من برنامج الطب حيث تقدر بـ 11,630 US$ وهو ما يعادل 43,610 ريال سعودي. وتوجد زيادة سنوية في تكاليف الدراسة كما أن التكاليف تشمل توفير جهاز لاب توب لكل طالب في بداية البرنامج الدراسي(MacBook Air).أما بالنسبة لبرنامج التمريض في الجامعة فتبلغ تكلفته حوالي 12,000 US$ و هو ما يعادل 44,60 ريال سعودي.

## موقع خارجي
- الموقع الرسمي للجامعة